# Glabušovce
Glabušovce (węg. Galábocs) – wieś (obec) na Słowacji położona w kraju bańskobystrzyckim, w powiecie Veľký Krtíš. Pierwsze wzmianki o miejscowości pochodzą z 1297 roku.
Według danych z dnia 31 grudnia 2012 roku, wieś zamieszkiwały 123 osoby, w tym 57 kobiet i 66 mężczyzn.
W 2001 roku rozkład populacji względem narodowości i przynależności etnicznej wyglądał następująco:
- Słowacy – 46,79%
- Czesi – 0,92%
- Węgrzy – 52,29%

Ze względu na wyznawaną religię struktura mieszkańców kształtowała się w 2001 roku następująco:
- Katolicy rzymscy – 91,74%
- Ewangelicy – 4,59%
- Ateiści – 1,83%